# 1313 (serie di film)
1313 è una serie cinematografica di film horror omoerotici diretti da David DeCoteau.
La serie è composta da 14 film, ognuno dei quali presenta una storia a sé stante ed è interpretato da diversi attori. L'unica cosa che i film hanno in comune tra loro è l'ambientazione nella stessa casa.
Tutti i film della serie sono usciti direct-to-video.

## Filmografia
- 1313: Nightmare Mansion (2011)
- 1313: Wicked Stepbrother (2011)
- 1313: Actor Slash Model (2011)
- 1313: Boy Crazies (2011)
- 1313: Giant Killer Bees! (2011)
- 1313: Haunted Frat (2011)
- 1313: Bigfoot Island (2012)
- 1313: Cougar Cult (2012)
- 1313: Bermuda Triangle (2012)
- 1313: Billy the Kid (2012)
- 1313: Hercules Unbound! (2012)
- 1313: Night of the Widow (2012)
- 1313: Frankenqueen (2012)
- 1313: UFO Invasion (2012)